# Голике, Василий Александрович
Василий Александрович Голике (нем. Wilhelm August Golicke; 1790 или 1802, Ревель — 1848, Санкт-Петербург) — русский живописец немецкого происхождения.

## Биография
Родился в Ревеле в семье эстляндских мещан — 11 октября 1790 года или в 1802 году.
В 1820-х годах обучался живописи в петербургской мастерской Джорджа Доу, где первоначально копировал его произведения, затем принимал участие в написанием портретов участников Отечественной войны 1812 года для Военной галереи Зимнего дворца вместе с другим учеником Доу — Александром Поляковым.
Джордж Доу умер в 1829 году, и в своём завещании он назначил для Голике пожизненную пенсию. Вильгельм Август обучался в Императорской Академии художеств в качестве вольного приходящего, получив в 1832 году звание свободного художника. В 1837 году он посетил Англию и Италию. Принимал участие в выставках Академии художеств и Общества поощрения художников.
Умер 5 (17) июля 1848 года в Санкт-Петербурге, заразившись во время эпидемии холеры.
Работы Голике представляют собой в основном жанровые картины, портреты и сцены из истории. Его картины находятся в настоящее время в Третьяковской галерее, Русском музее, Киевском музее русского искусства, а также в частных коллекциях.